# Energía eólica marina
La energía eólica marina es, del mismo modo que la eólica terrestre, una aplicación de la fuerza producida por el viento. La diferencia respecto a la obtenida en la tierra radica en el hecho que los aerogeneradores se ubican mar adentro.
Su coste de instalación es muy superior al de las zonas terrestres, pero también su vida útil es mayor. Además, los costes de las cimentaciones y anclajes han disminuido en los últimos años, por lo que el precio del megavatio (MW) de potencia se está igualando a otras energías renovables.

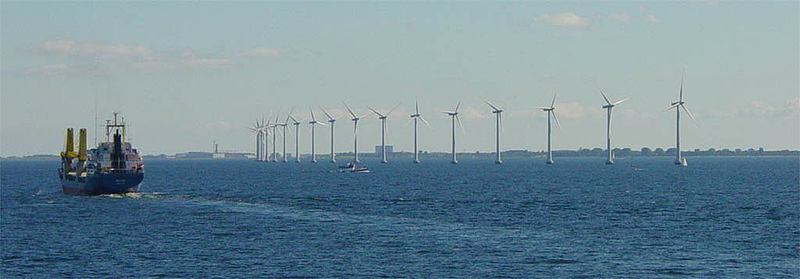
Parque eólico marino cerca de Copenhague

El país donde se inició la energía eólica marina fue Dinamarca. En enero de 2020, Hornsea 1 en el Reino Unido es el parque eólico marino más grande del mundo con 1.218 MW.
Este tipo de obtención de energía cuenta además con el beneplácito de organizaciones ecologistas como Greenpeace, puesto que consideran mucho importando su carácter renovable y su mínima incidencia al ecosistema.
Además, la energía eólica marina tiene, según los expertos, un prometedor futuro, sobre todo en países con una alta densidad de población que reduce las posibilidades de encontrar un lugar apropiado en tierra. En la actualidad los parques marinos se sitúan en aguas poco profundas, alejados de las rutas marinas comerciales, de los emplazamientos militares y de los espacios de interés natural. La distancia a la costa tiene que ser de como mínimo de 2 kilómetros para aprovechar mejor el viento.

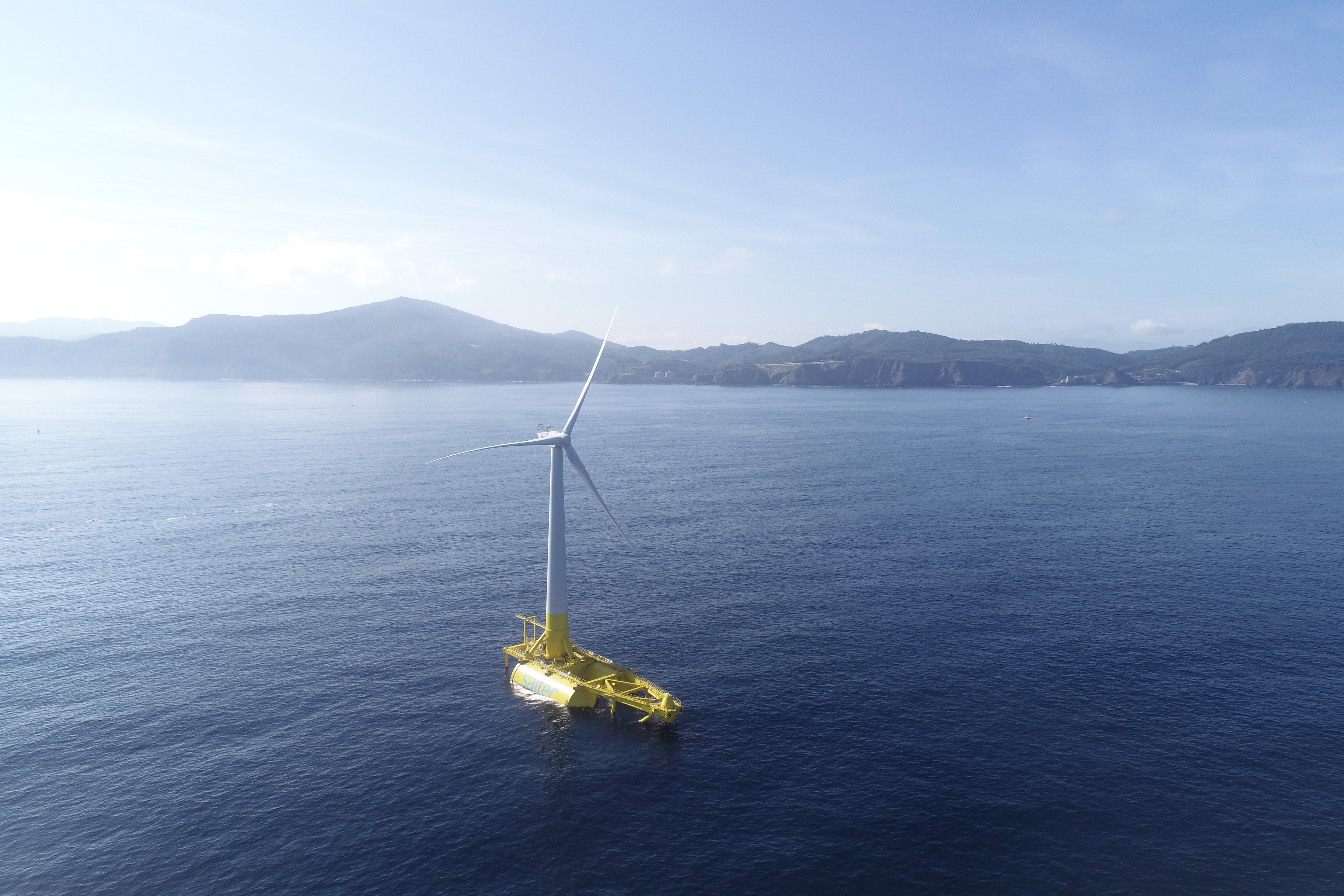
Aerogenerador marino flotante DemoSATH

En España el primer proyecto de eólica marina flotante es DemoSATH, un aerogenerador de 2MW instalado en el área de ensayos de BiMEP (Armintza, Bizkaia) y que ha sido desarrollado por la ingeniería vasca Saitec Offshore Technologies. Durante dos años se testará en aguas abiertas, con una profudnidad de 85 metros, con el objetivo de conocer su comportamiento y analizar la convivencia con el entorno. 

## Ventajas e inconvenientes
Algunas de las ventajas de la energía eólica marina son las siguientes:
- La energía eólica no contamina, es inagotable y frena el agotamiento de combustibles fósiles, colaborando a evitar el cambio climático.

- Es una de las fuentes más económicas, puede competir en rentabilidad con otras fuentes energéticas tradicionales cono las centrales térmicas de carbón, las centrales de combustibles e incluso con las centrales nucleares, si se consideran los costes de reparar los daños medioambientales.

- El generar energía eléctrica sin que exista un proceso de combustión o una etapa de transformación térmica supone, desde el punto de vista medioambiental, un procedimiento muy favorable para ser neto, sin problemas de contaminación, etc.

- Se suprimen radicalmente los impactos originados por los combustibles durante su extracción, transformación, transporte y combustión, el que beneficia a la atmósfera, al suelo, al agua, a la fauna, a la vegetación, etc.

- La energía eólica evita la contaminación que comporta el transporte de los combustibles, reduce el intenso tráfico marítimo y terrestre próximo a las centrales y suprime los riesgos de accidentes durante los transportes.

- La generación de electricidad a partir del viento no produce gases tóxicos, ni contribuye al efecto invernadero, ni destruye la capa de ozono. Tampoco origina productos secundarios peligrosos ni residuos contaminantes.

- En el mar, el viento se encuentra con una superficie de rugosidad variable, las oleadas, y sin obstáculos como islas, islotes, etc., lo que implica que la velocidad del viento no experimenta grandes cambios. Así pues, pueden instalarse torres más bajas que en la superficie terrestre. Además, el viento es, generalmente, menos turbulento que en la tierra, con el que se amplía el periodo de trabajo útil de un aerogenerador.[2]

Los inconvenientes de la energía eólica marina son:
- El viento, al ser un fluido de bajo peso específico, implica fabricar máquinas grandes y en consecuencia caras. La altura tiene que ser de más de 30 metros.
- Desde el punto de vista estético, la energía eólica marina produce un impacto visual inevitable.
- Dificultad de transporte y mantenimiento de las instalaciones
- Alto nivel de corrosión por culpa del medio salino
- El «saber hacer» o conocimiento tecnológico para el desarrollo a gran escala de esta forma de energía. Deben de superarse retos tecnológicos específicos como la construcción de cimientos en aguas más profundas.
- Pero uno de las desventajas más importante es la gran inversión inicial que hay que hacer.

## Generadores eólicos marinos
La maquinaria utilizada en los generadores marinos es la misma que por los generadores clásicos. La única diferencia significativa que existe es la medida de las turbinas, puesto que por una instalación marina la cimentación y el cableado es muy caro por lo tanto es más rentable instalar turbinas de grandes potencias.
Las partes que forman el generador eólico son:
- Rotor
- Caja de engranajes
- Generadores eléctricos

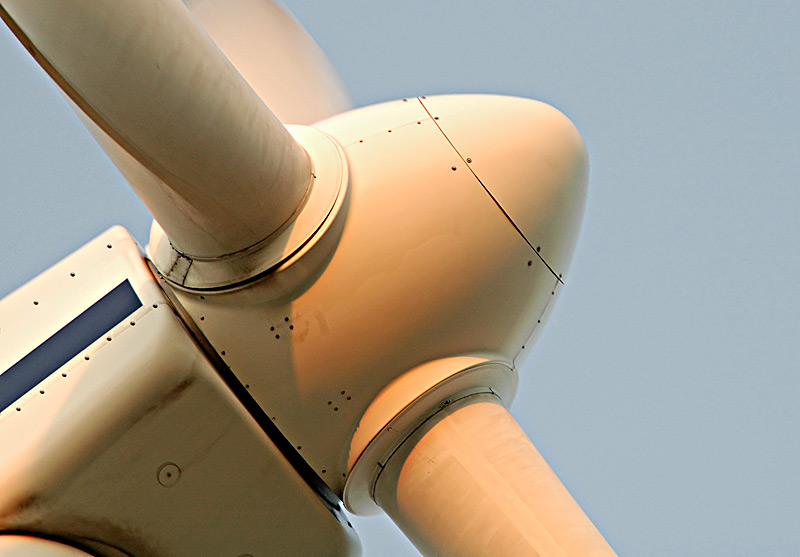
Aerogenerador eólico

- Sistemas de regulación de potencia y velocidad
- Sistemas de orientación
- Sistemas de conexión a red
- Sistemas de seguridad
- Controladores electrónicos locales
- Elementos de acoplamiento mecánico
- Chasis principal
- Torres

Las piezas tienen que reforzar la resistencia mecánica debido al ambiente corrosivo marino.
El inconveniente principal de los aerogeneradores resta en la cimentación y el cableado submarinos, puesto que requieren técnicas elaboradas y fuerza caras hasta el momento. Estos generadores de grandes potencias empiezan a ser rentables a profundidades de unos 15 m.

## Economía

### Mejora económica de la energía eólica marina
La razón principal por la cual la energía eólica marina resulta económica es que los costes de las cimentaciones han menguado de manera espectacular. La inversión total que se estima necesaria para instalar 1 MW de energía eólica marina en Dinamarca es hoy en día de alrededor de 1,6 millones de euros.
Sin embargo, dado que hay mucho más viento en la mar que en la tierra, se llega a un coste mediano de electricidad de unos 0,048 €/kWh (tasa de descuento real del 5 %, 20 años de vida de proyecto y 0,01 €/kWh de costes de operación y mantenimiento).

### Justificación de una vida de proyecto más larga
Parece que las turbinas en el mar tendrán una vida técnica más larga, debido al hecho que la turbulencia es más baja. Si se considera una vida de proyecto de 25 años en lugar de 20, los costes se reducen en un 9 %, hasta el cercando de 0,044 €/kWh. La sensibilidad de los costes a la vida de proyecto viene representada en el gráfico siguiente, que ha sido hecha utilizando el programa de cálculo de la Asociación Danesa de la industria eólica. Las compañías de energía danesas parecen estar optimizando los proyectos en orden a obtener una vida de proyecto de 50 años.
Esto puede verse en el hecho que planifican tener una vida de proyecto de 50 años para las cimentaciones, las torres, el envoltorio de la góndola y los ejes principales de las turbinas.
Si se considera que las turbinas tienen una vida de proyecto de 50 años y se añade una revisión general (recondicionamente) a los 25 años, que cueste alrededor del 25 % de la inversión inicial (esta cifra es un ejemplo puramente numérico), se obtendrá un coste de la electricidad de 0,038 €/kWh, similar al de las localizaciones terrestres en Dinamarca.

### Costes de operación y mantenimiento
La mayoría de costes de mantenimiento son una cantidad anual fija para el mantenimiento regular de las turbinas, aunque algunos prefieren utilizar en sus cálculos una cantidad fija por kWh producido, normalmente alrededor de 0,01 €/kWh. El razonamiento sobre el cual se apoya a este método es que el desgaste y la rotura en la turbina generalmente aumentan con el aumento de la producción.
Algunos componentes del aerogenerador están más sujetas que otros al desgaste y a la rotura. Esto es particularmente cierto para las palas y para el multiplicador.
Los propietarios de aerogeneradores que ven que el final de la vida de diseño de su turbina está cerca, pueden encontrar ventajoso alargar la vida de la turbina haciendo una revisión general de la misma, por ejemplo reemplazando las palas del rotor. El precio de un juego nuevo de palas, un multiplicador o un generador suele ser de la orden de magnitud del 15-20 % del precio de la turbina.

## Impacto medioambiental

### Turbinas y paisaje
Los aerogeneradores son siempre elementos altamente visibles a los paisajes. Estos se suelen disponer a lo largo de formas geométricas simples; a lo largo de una línea recta es una buena solución. La pintura gris hace que se confundan realmente bien con el paisaje.
El tamaño del aerogenerador también condiciona el paisaje, puesto que turbinas más altas giran a menor velocidad y no contaminan tanto el paisaje como lo hacen las turbinas pequeñas de gran velocidad de giro.

### Balizamiento

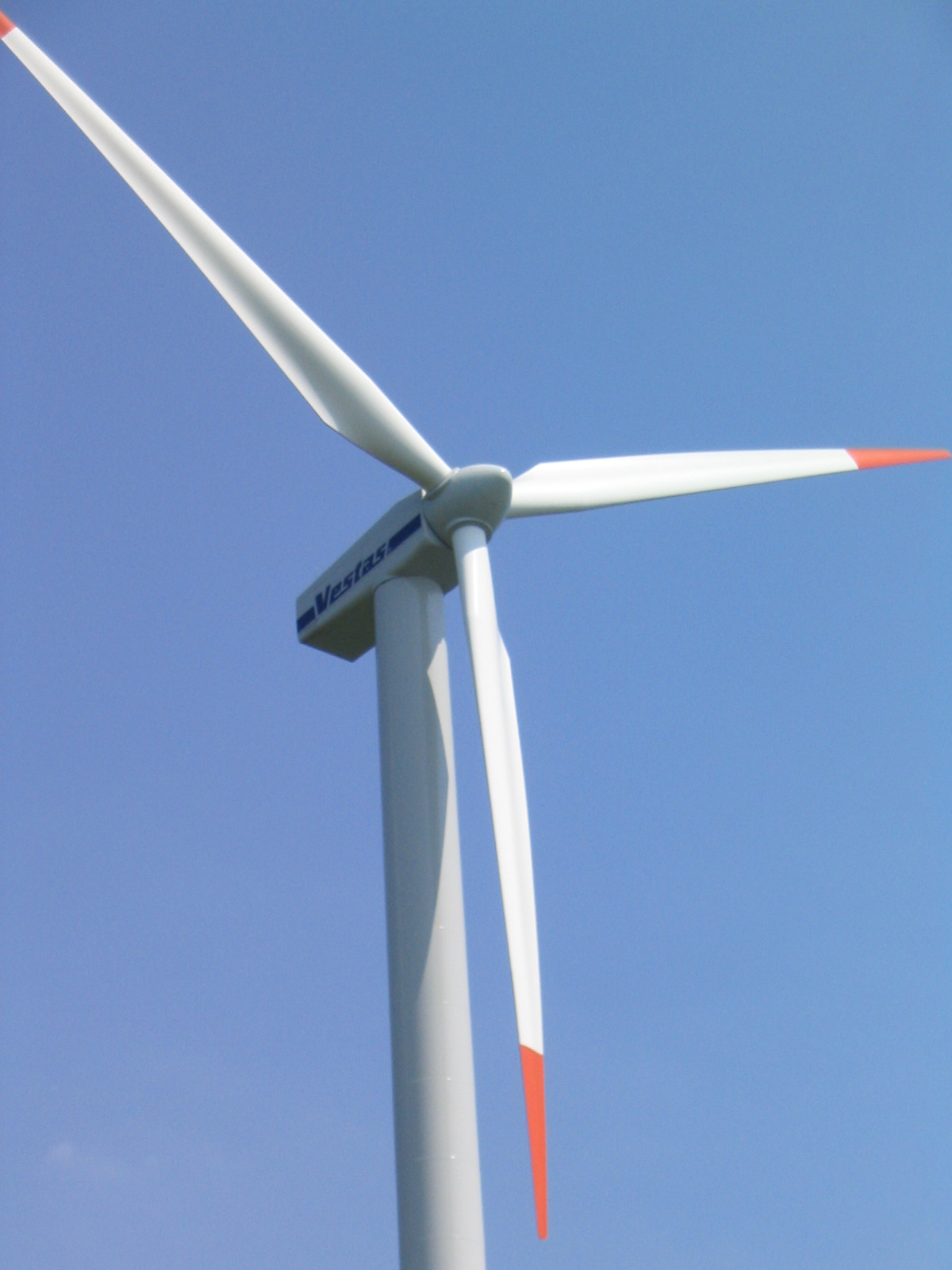
Turbina con las palas balizadas

La medida de los rotores de los aerogeneradores en la actualidad ha crecido de forma considerable, como consecuencia los que exceden de una altura de 100 m exigen balizamiento.
Las autoridades danesas son las que primero se encontraron con este problema debido a la construcción de dos grandes parques de aerogeneradores de alturas superiores a 100 m, los ingenieros llegaron a una solución que fuera práctica y agradable a la vista. Este resultado se consigue gracias a una visualización en 3D mediante unos softwares que tienen en cuenta el diferentes tipos de parques, intensidades lumínicas y colores. De este modo siempre serán visibles bajo las diversas condiciones climatológicas.

### Sonido en turbinas
El sonido es un problema secundario, puesto que los niveles de contaminación sonora en aerogeneradores tienden a agruparse en torno a los mismos valores gracias a las mejoras significativas como el diseño de puntas de pala más silenciosas.
Los aerogeneradores siempre están instalados con más de 7 diámetros de rotor de alguna construcción habitada por lo que los ruidos no son significativos.
La distinción entre el ruido y el sonido es un fenómeno psicológico, no es fácil elaborar un modelo sencillo, por lo tanto esto parece indicar que la percepción del sonido de un aerogenerador por parte de las personas está más gobernada por su actitud hacia la fuente que lo emite que por el sonido en sí mismo.

### Aves y aerogeneradores marinos
Los aerogeneradores marinos no tienen un efecto significativo en las aves acuáticas. Se realizó un estudio en el mayor parque eólico marino en Dinamarca. Este estudio se realizó sobre la población de aves marinas de la zona y de moluscos marinos. El estudio reafirmó que los aerogeneradores no afectan al medio marino.

## Investigación y desarrollo

### Dispositivos de mejora aerodinámica
Un número creciente de tecnologías de la industria aeronáutica está siendo aplicada en el rotor de los aerogeneradores para mejorar su funcionamiento, un ejemplo serían los generadores de remolino que se encuentran en la superficie de las alas de los aviones.
Estas aletas crean una ligera corriente de aire turbulento en la superficie de las alas. Curiosamente la creación de estas turbulencias evita que el avión pierda sostén. Las palas de los aerogeneradores son propensas a sufrir pérdidas de sostén cerca de la base de la pala. Consecuentemente, en algunas de las palas de los aerogeneradores más nuevas se encuentran equipadas con generadores de remolino.

## Producción y desarrollo
El país pionero de este tipo de renovable es Dinamarca y se encuentra al frente de la carrera eólica marina. Son poseedores de los parques eólicos más extensos, no por casualidad, puesto que hacer uso de este recurso es una alternativa por países relevo poco favorable o con densidades urbanas muy elevadas. Su primer parque eólico marítimo estaba formado por once unidades, y fue construido en el mar Báltico en 1991.
El parque marítimo más grande del mundo se encuentra a Horns Rev, en una distancia de entre 14 y 20 kilómetros de la costa danesa del Mar norteño.
Se prevé un gran desarrollo de la energía eólica marina a los próximos años.
El parque marino de Saint Brieuc (Francia) se situará a unos 16 km de la costa y tendrá una superficie de 75 km cuadrados. Está construcción supondrá una inversión global de cerca de 2.500 millones de euros. Con casi 500 MW de capacidad, generará energía limpia equivalente al consumo de 835.000 personas, una vez que entre en operación en 2023.